# Тахева (волость)
Та́хева (эст. Taheva) — бывшая волость на юго-востоке Эстонии в составе уезда Валгамаа.

## Географическое положение
Площадь занимаемой территории — 204,7 км². На 1 января 2010 года численность населения составляла 925 человек.
Административный центр волости — деревня Лаанеметса. Помимо этого, на территории волости находятся ещё 12 деревень: Харгла, Калликюла, Койккюла, Койва, Коркуна, Лепа, Лутсу, Рингисте, Сообласе, Тахева, Тсиргумяэ, Тырвасе.

## Природа
Около 67 % земель волости занимают лесные угодья, в которых водится много лосей, кабанов, косуль, различных видов птиц и мелкого зверья.
По территории волости протекают реки Койва (Гауя) и Мустйыги, а также шесть озёр, крупнейшее из которых — Ахеру.